# Syndrom der multiplen Synostosen
Das Syndrom der multiplen Synostosen (SYNS) ist eine sehr seltene angeborene Dysplasie des Bindegewebes mit den Hauptmerkmalen Gesichtsdysmorphie, Schwerhörigkeit und vorzeitiger Ankylose (Synostose) der Gelenke, insbesondere der Hand und des Fußes.
Synonyme sind: Fazio-audio-Symphalangie; Schwerhörigkeit – Symphalangie-Syndrom, Typ Hermann; Symphalangie – Brachydaktylie; WL-Syndrom; Symphalangismus-Brachydaktylie-Syndrom; Proximale Symphalangie Typ Cushing; Proximale Symphalangie Typ Kirmisson; WL-Symphalangismus-Brachydaktylie-Syndrom; Fazioaudiosymphalangismus-Syndrom; Pearlman-Nieverdelt-Syndrom
Die Erstbeschreibung stammt aus dem Jahre 1900 durch den Röntgenologen Georg Joachimsthal (zit. n. Leiber)

## Verbreitung
Die Häufigkeit wird mit unter 1 zu 1.000.000 angegeben, bislang wurde über etwa 20 Familien berichtet. Die Vererbung erfolgt autosomal-dominant.

## Ursache
Je nach zugrunde liegender Mutation können folgende Typen unterschieden werden:
- SYNS1 mit Mutationen im NOG-Gen auf Chromosom 17 Genort q22[4]
- SYNS2 mit Mutationen im GDF5-Gen auf Chromosom 20 Genort q11.22[5]
- SYNS3 mit Mutationen im FGF9-Gen auf Chromosom 13 Genort q12.11[6]
- SYNS4 mit Mutationen im GDF6-Gen auf Chromosom 8 Genort q22.1[7][8]

## Klinische Erscheinungen
Klinische Kriterien sind:
- Besondere Gesichtsform: langes, schmales Gesicht, breite zylindrische Nase, schmale Oberlippe
- Schallleitungsschwerhörigkeit frühzeitig infolge Otosklerose
- Brachydaktylie, hypoplastische Nägel, abnormale Papillarleisten
- eingeschränkte Fingerbeweglichkeit, Symphalangismus des 2. bis 4. Fingers mit (unvollständiger) Verschmelzung, Hypo- oder Aplasie der Mittelphalangen, Klinodaktylie, Brachydaktylie, Verkürzung des ersten Mittelhandknochens
- Synostosen der Halswirbelsäule und von Oberarmknochen und Speiche im Laufe der Kindheit

## Behandlung
Gegen die Schwerhörigkeit aufgrund der Otosklerose kann operativ die Entfernung des Stapes eingesetzt werden.

## Geschichte
Von Harvey Cushing stammt eine Beschreibung aus dem Jahre 1916, von W. G. Fuhrmann und Mitarbeiter aus dem Jahre 1966
Eine Zuordnung von H. J. Dubois aus dem Jahre 1970 als „Pearlman-Nieverdelt-Syndrom“ hat sich nicht bestätigt.
Der Begriff „Multiple Synostosen“ wurde im Jahre 1972 durch Pierre Maroteaux geprägt.
Der von J. Herrmann vorgeschlagene Begriff „WL-Syndrom“ hat sich nicht etablieren können.